# The Fix (série télévisée)
 (mai 2019).
Si vous disposez d'ouvrages ou d'articles de référence ou si vous connaissez des sites web de qualité traitant du thème abordé ici, merci de compléter l'article en donnant les références utiles à sa vérifiabilité et en les liant à la section « Notes et références ».
Pour les articles homonymes, voir The Fix.
The Fix est une série télévisée dramatique américaine en dix épisodes de 42 minutes créée par Marcia Clark, Elizabeth Craft et Sarah Fain, et diffusée entre le 18 mars et le 20 mai 2019 sur le réseau ABC, et en simultané sur le réseau CTV au Canada.
En Afrique subsaharienne, la série est diffusée depuis le 1er septembre 2019 sur Canal+ Afrique, et en France depuis le 25 novembre 2019 sur France 2. Elle reste inédite dans les autres pays francophones.

## Synopsis
Il y a huit ans, Maya Travis, était procureur principal dans une affaire de meurtre, qui a divisé le pays. Quand le jury a déclaré la star de cinéma, Sevvy Johnson, non coupable d'un double homicide, elle s'est effondrée. Elle a quitté ses fonctions et a laissé cette vie derrière elle, jusqu'à ce que l'impensable se produise, il a tué à nouveau…

## Distribution

### Acteurs principaux
- Robin Tunney (VF : Cathy Diraison) : Maya Travis
- Adewale Akinnuoye-Agbaje (VF : Daniel Lobé) : Severen « Sevvy » Johnson
- Scott Cohen (VF : Guillaume Lebon) : Ezra Wolf
- Adam Rayner (VF : Laurent Maurel) : Matthew Collier
- Merrin Dungey (VF : Virginie Emane) : Carisa « C.J. » Bernstein
- Breckin Meyer (VF : Yann Guillemot) : Alan « Charlie » Wiest
- Marc Blucas : River « Riv » Allgood
- Mouzam Makkar (VF : Juliette Poissonnier) : Loni Kampour
- Alex Saxon : Gabriel Johnson

### Acteurs récurrents et invités
- Taylor Kalupa (VF : Flora Brunier) : Jessica Meyer (8 ép.)
- Robin Givens : Julianne Johnson (7 ép.)
- Freda Foh Shen (VF : Nathalie Duong) : Juge Sandra Song (7 ép.)
- Robbie Jones : Détective Vincent North (7 ép.)
- Robert Wisdom : Buck Neal (7 ép.)
- Chasten Harmon (VF : Alice Taurand) : Star Johnson (6 ép.)
- Daniella Alonso (VF : Anne Tilloy) : Effy Collier (5 ép.)
- Erik Palladino (VF : Maurice Decoster) : Leo Foster (5 ép.)
- Skye P. Marshall : Angela Ashley (3 ép.)
- Abraham Lin : Ares Ahn (Consultant média de Ezra Wolf)  (3 ép.)
- Vannessa Vasquez (VF : Pascale Mompez) : Dia Briseño (2 ép.)
- Molly Quinn : Lindsay Meyer (2 ép.)
- Lynn Collins (VF : Patricia Spehar) : Dr Carys Daly (2 ép.)
- Angela Lin (VF : Jade Phan-Gia) : Laura Wu (1 ép.)
- Julian Acosta (VF : Julien Sibre) : Inspecteur Diego Ramon (1 ép.)
- James Eckhouse : Mr Elias (Épisode 10)

## Production

### Développement
En janvier 2018, ABC commande un épisode pilote, co-scénarisé par Elizabeth Craft, Sarah Fain ainsi que  Marcia Clark, l’ancienne procureur de l’Affaire O. J. Simpson. La série est finalement commandée en mai 2018 par la chaine ABC.
Le 10 mai 2019, ABC annule la série, avant la diffusion de la finale de la première saison.

### Attribution des rôles
Breckin Meyer est annoncé comme acteur principal en février de la même année. Quelques semaines plus tard, Scott Cohen s'ajoute à la distribution et il est annoncé que Maya Travis sera incarné par Robin Tunney. En septembre 2018, l'actrice Molly Quinn s'ajoute à la distribution pour un rôle récurrent.

## Épisodes
1. Récidive (Pilot)
2. Vengeance (Revenge)
3. Sur écoute (The Wire)
4. Scandale (Scandal)
5. La Taupe (Lie to Me)
6. Le Fugitif (The Fugitive)
7. Hallucinations (Ghost Whisperer)
8. L'Ombre d'un doute (Queen for a Day)
9. Jeopardy!
10. Making a Murderer